# Vlčí hrádek
Vlčí hrádek, auch Hrad u Vlčí Hory (deutsch: Wolfsburg) werden die Reste einer Felsenburg bei Vlčí Hora (Wolfsberg) in der Böhmischen Schweiz in Tschechien genannt.
Die Burg befindet sich auf einem Felsblock oberhalb des Rakosovy důl (Schilfgrund) am  östlichen Rand der Böhmischen Schweiz. Nur wenig östlich befindet sich die namensgebende Ortschaft Vlčí Hora.
Über die Geschichte der kleinen Burganlage ist bis heute nur wenig bekannt, auch der ursprünglich gültige Burgname ist bis heute nicht überliefert. Vermutlich wurde sie in der ersten Hälfte des 14. Jahrhunderts begründet.
Heute sind von der ehemals hölzernen Burganlage nur noch wenige Spuren vorhanden. In den Felsen finden sich noch einige ausgemeißelte Räume und die Balkenauflager der einstigen hölzernen Aufbauten. Über dem Halsgraben finden sich noch Spuren der einstigen Zugbrücke.